# 坪頂菜公堂
坪頂菜公堂，原稱菜公堂，是台灣桃園市龜山區的一個傳統地域名稱，位於該區北部。相較於今日行政區，其範圍大致為公西里東部、文化里北部、大華里東北部凸出部分的中段、樂善里西北部凸出部分的西部中段、大湖里東北端邊界狹長地帶，以及林口區麗林里南部、南勢里東南端一小部分、麗園里西南端一小部分。

## 歷史
台灣清治末期至日治前期，坪頂菜公堂地區為一街庄，稱為「菜公堂庄」，隸屬於桃澗堡。該庄北與南勢埔庄為鄰，東與牛角坡庄為鄰，南邊為山尾庄、舊路坑庄，西邊為大湖庄、苦苓林庄。
1901年（日治明治三十四年）11月，全台廢縣廳改設二十廳，該庄隸屬於桃仔園廳。1903年（明治三十六年），改名桃園廳。1909年（明治四十二年）10月，合併二十廳為十二廳，該庄隸屬不變。1920年（大正九年），該庄改制並改名為「坪頂菜公堂」大字，隸屬於新竹州桃園郡龜山庄，大字下有「菜公堂」、「埤寮」小字名。
戰後龜山庄改制為龜山鄉，隸屬於新竹縣，大字亦改制為村。1950年桃、竹、苗分治，龜山鄉改隸屬於桃園縣。2014年12月桃園縣升格為直轄桃園市，龜山鄉改制為龜山區。

## 聚落
本地區發展較早的聚落有菜公堂、埤寮等，在日治期初期的官方地圖上已有記載。埤寮聚落因位於中山高速公路路線上，目前已消失。

## 交通
國道1號又稱「中山高速公路」，是台灣西部兩條縱向高速公路之一，大致以東西向經過坪頂苦苓林地區北部邊界地帶，並在文化一路、忠義路三段／文化北路交會處設有林口交流道（雙匝道），由此等進入可快速前往台灣西部各地。
市道105號（文化一路、復興一路）是八里至龜山的道路，大致以北北西—南南東走向轉東北—西南走向經過東北部邊界地帶及中部。由該道路向北北西轉東北可前往林口、八里並止於省道台15線路口，向西南轉南可前往坪頂大湖、坪頂下湖、楓樹坑地區南部並止於省道台1線路口。

## 學校
- 大崗國中（部分）
- 文欣國小
- 文華國小（大部分）